# یوری تروفیموف
یوری تروفیموف (روسی: Юрий Викторович Трофимов؛ زادهٔ ۲۶ ژانویهٔ ۱۹۸۴) دوچرخه‌سوار اهل روسیه است.
از باشگاه‌هایی که در آن رکاب زده‌است می‌توان به تیم تینکوف، تیم دوچرخه‌سواری دیرکت انرژی، تیم کاتیوشا–آلپتسین، و کاخا رورال-سگوروس رخا اشاره کرد.